# Chambourcin
Le  chambourcin est un cépage de cuve français de raisins noirs.

## Origine et répartition géographique
Le cépage est une obtention de Joannès Seyve (1900 - 1965) sur son terrain d'expérimentation à Bougé-Chambalud. L'origine génétique est un croisement des cépages 12.417 Seyve-Villard x Chancellor réalisé après 1945 et qui n'a été commercialisé qu'à partir de 1963. Le cépage est autorisé dans de nombreux départements dans le Sud-Ouest de la France. Au recensement de 1998 on comptait 1 803 hectares de superficies plantées. Il est également autorisé aux États-Unis (Arkansas, Michigan, New York, Ohio et Virginia), en Géorgie, au Canada, en Nouvelle-Zélande, en Australie (Hunter Valley), en Suisse et en Belgique.
Le chambourcin est une hybride avec des parentages de Vitis labrusca, Vitis vinifera, Vitis riparia, Vitis rupestris, Vitis berlandieri, Vitis cinerea et Vitis aestivalis.
Le chambourcin a servi de géniteur du cépage Regent. Son nom vient d'un lieu-dit de Bougé-Chambalud.

## Caractères ampélographiques
- Feuilles adultes, à 3 lobes, un sinus pétiolaire en lyre.

## Aptitudes culturales
La maturité est de première époque tardive: 5 - 6 jours après le chasselas.

## Potentiel technologique
Les grappes sont grandes et les baies sont de taille moyenne. La grappe est compacte et souvent millerandée.
Le cépage est très vigoureux et la production est bonne. Il est assez résistant au mildiou et à l'oïdium. Le chambourcin est résistant au froid, mais est sensible à la sécheresse. Il est sensible au phylloxéra.
Il donne des vins alcooliques et riches en couleur qui vieillissent bien.

## Synonymes
Le chambourcin est connu sous le nom de 26.205 joannès-seyve.